# Reinhold Kauder
Reinhold Kauder (Buckeburgo, Baixa Saxónia, 30 de janeiro de 1950) é um ex-canoísta de slalom alemão na modalidade de canoagem.
Foi vencedor da medalha de prata em slalom C-1 em Munique 1972.